# Mon meilleur amour
Pour plus de détails, voir Fiche technique et Distribution.
Mon meilleur amour est un court métrage français de François Favrat sorti en 2001. 
Il a été primé au Festival international du court métrage de Clermont-Ferrand.

## Synopsis
Jeanne, la trentaine, timide, ne parvient pas à avouer à Matthieu ses sentiments, et se résout à écouter les récits de ses conquêtes.
L'histoire tourne autour d'une citation de Stendhal : « Qui ne sait celer, ne sait aimer ».

## Fiche technique
- Titre : Mon meilleur amour
- Réalisateur et scénario  : François Favrat
- Producteurs : François Kraus et Denis Pineau-Valencienne
- Musique du film :  Pascal Comelade
- Directeur de la photographie : Marc Tevanian
- Costumes : Marie-Edith Simonneaux
- Société de production :  Les Films du Kiosque[2]
- Pays de production  :  France
- Durée : 28 minutes[3]

 Sauf indication contraire, les informations mentionnées dans cette section peuvent être confirmées par la base de données cinématographiques IMDb,  présente dans la section « Liens externes ».

## Distribution
- Sasha Andres : Jeanne
- Éric Elmosnino : Matthieu
- Nathalie Richard : Corinne
- Marcial Di Fonzo Bo : Christophe
- Agathe Dronne : Sandrine

 Sauf indication contraire, les informations mentionnées dans cette section peuvent être confirmées par la base de données cinématographiques IMDb,  présente dans la section « Liens externes ».

## Distinctions
- Meilleur premier film pour François Favrat et meilleure musique pour Pascal Comelade au Festival international du court métrage de Clermont-Ferrand[4]